# 5 augustus
5 augustus is de 217de dag van het jaar (218de in een schrikkeljaar) in de gregoriaanse kalender. Hierna volgen nog 148 dagen tot het einde van het jaar.

## Gebeurtenissen
- Algemeen
  - 1990 - Amerikaanse mariniers evacueren Amerikaanse burgers uit de Liberiaanse hoofdstad Monrovia.
  - 2010 - In de Atacama-woestijn in Chili geraken 33 mijnwerkers door een ernstig mijnongeval ingesloten in de mijn van San José bij Copiapó. Ze zullen pas na 69 dagen bevrijd worden.
  - 2011 - De regering van Venezuela laat meer dan tweeduizend gevangenen vrij om de leefomstandigheden in de gewelddadige en overbevolkte cellencomplexen te verbeteren.
  - 2018 - Door een aardbeving nabij West-Nusa Tenggara op Lombok in Indonesië komen 300 mensen om het leven. Duizenden raken dakloos.

- Economie
  - 2011 - Voor de eerste maal in de geschiedenis verlaagt de kredietbeoordelaar Standard & Poor's de rating van de Verenigde Staten van de hoogste waarde AAA naar AA+, als gevolg van het groeiende Amerikaanse begrotingstekort.

- Media
  - 2011 - Door een storing bij ict bedrijf Getronics komen de kranten van uitgeverij Wegener zoals de Stentor, De Gelderlander, Brabants Dagblad, Eindhovens Dagblad, PZC, BN DeStem en De Twentsche Courant Tubantia niet uit. Honderdduizenden lezers moeten het zonder hun papieren krant stellen. Via internet is het nieuws wel te lezen.

- Muziek

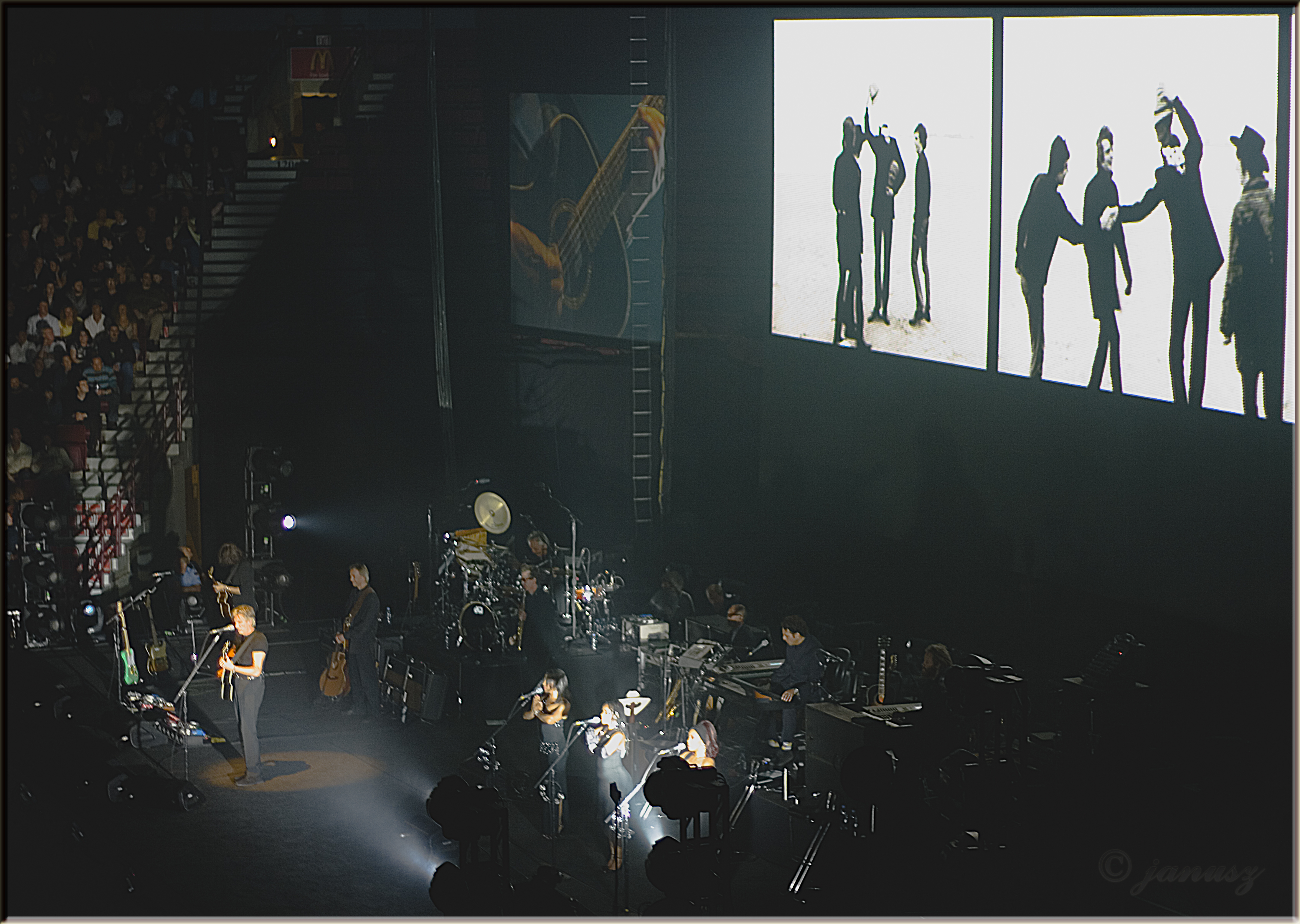
Album The Piper at the Gates of Dawn van Pink Floyd, uitgebracht in 1967

  - 1966 - Het Beatles album Revolver komt uit in het Verenigd Koninkrijk.
  - 1967 - Het Pink Floyd album The Piper at the Gates of Dawn komt uit in het Verenigd Koninkrijk.

- Oorlog
  - 910 - Slag bij Tettenhall: Koning Eduard de Oudere van Wessex verslaat bij Wednesfield met een Angelsaksisch leger de Danelaw Vikingen.
  - 1305 - William Wallace, Schotse opstandeling die tegen de Engelse overheersing vecht, wordt gearresteerd en later ter dood veroordeeld.
  - 1781 - De Slag bij de Doggersbank, een zeeslag tussen Nederland en het Verenigd Koninkrijk tijdens de Vierde Engels-Nederlandse Oorlog. De slag eindigt feitelijk onbeslist.
  - 1915 - Duitse troepen nemen de Poolse hoofdstad Warschau in.
  - 1940 - De Joodse synagoge in Zandvoort aan de Mezgerstraat wordt 's nachts door onbekenden opgeblazen.[1]
  - 1944 - Tussen Hoogeveen en Beilen wordt een trein beschoten door Amerikaanse vliegtuigen. Er komen 43 mensen om, ongeveer 160 raken gewond.

- Politiek
  - 1583 - Sir Humphrey Gilbert claimt te St. John's het eiland Newfoundland voor Engeland, wat geldt als het startschot voor het ontstaan van het Britse Rijk.
  - 1960 - Opper-Volta (sinds 1984 Burkina Faso) wordt onafhankelijk van Frankrijk.
  - 1994 - Een militaire rechtbank in Chili veroordeelt vijf leden van de guerrillabeweging Lautaro ter dood, onder wie leider Guillermo Ossandon.
  - 1994 - De Nigeriaanse oppositieleider Moshood Abiola weigert de voorwaarden voor zijn vrijlating uit de gevangenis te accepteren.
  - 2012 - De Amerikaanse acteur Sean Penn vergezelt de Venezolaanse president Hugo Chávez gezelschap tijdens diens verkiezingscampagne.

- Religie
  - 1988 - Benoeming van de Litouwer Audrys Juozas Bačkis tot nuntius in Nederland.

- Sport
  - 1928 - De eerste marathon van Amsterdam wordt gelopen als onderdeel van de Olympische Zomerspelen 1928.
  - 1990 - In Namen wint Eric Geboers (28) de Grote Prijs van België motocross in de categorie 500cc. Hij wordt zo voor de vijfde keer in zijn carrière wereldkampioen.
  - 2005 - Ajax wint de Johan Cruijff Schaal 2005 door PSV met 1-2 te verslaan.
  - 2012 - PSV wint de Johan Cruijff Schaal 2012 door Ajax met 4-2 te verslaan in Amsterdam.
  - 2012 - Bij de Olympische Spelen in Londen verbetert atleet Churandy Martina van Rotterdam Atletiek zijn eigen, ruim één jaar oude Nederlands record op de 100 meter (10,10 seconden) met een tijd van 9,91 seconden.
  - 2016 - De Olympische Zomerspelen 2016 in Rio de Janeiro gaan van start.
  - 2017 - Feyenoord wint de Johan Cruijff Schaal. Bekerwinnaar Vitesse wordt na strafschoppen verslagen. De wedstrijd wordt voor het eerst niet in Amsterdam gespeeld.

- Wetenschap en technologie
  - 1962 - Een observatorium in Australië vindt de eerste bekende quasar.
  - 1969 - De Mariner 7 ruimtesonde bereikt de planeet Mars.
  - 2011 - Lancering van het Juno ruimtevaartuig met een Atlas V raket vanaf Cape Canaveral Air Force Station voor een missie naar de planeet Jupiter. Doel van de missie is het onderzoeken van de planeet.[2]
  - 2022 - Lancering van een Falcon 9 raket van SpaceX vanaf Kennedy Space Center Lanceercomplex 40 voor de KPLO (Korean Pathfinder Lunar Orbiter) missie. De satelliet van de Koreaanse ruimtevaartorganisatie KARI is een voorloper van een groter ruimteprogramma en gaat onderzoek doen naar grondstoffen op de Maan.[3]
  - 2023 - Het Chandrayaan 3 ruimtevaartuig van de Indiase ruimtevaartorganisatie ISRO dat werd gelanceerd op 14 juli 2023 bereikt een omloopbaan rond de Maan.[4][5]

## Geboren

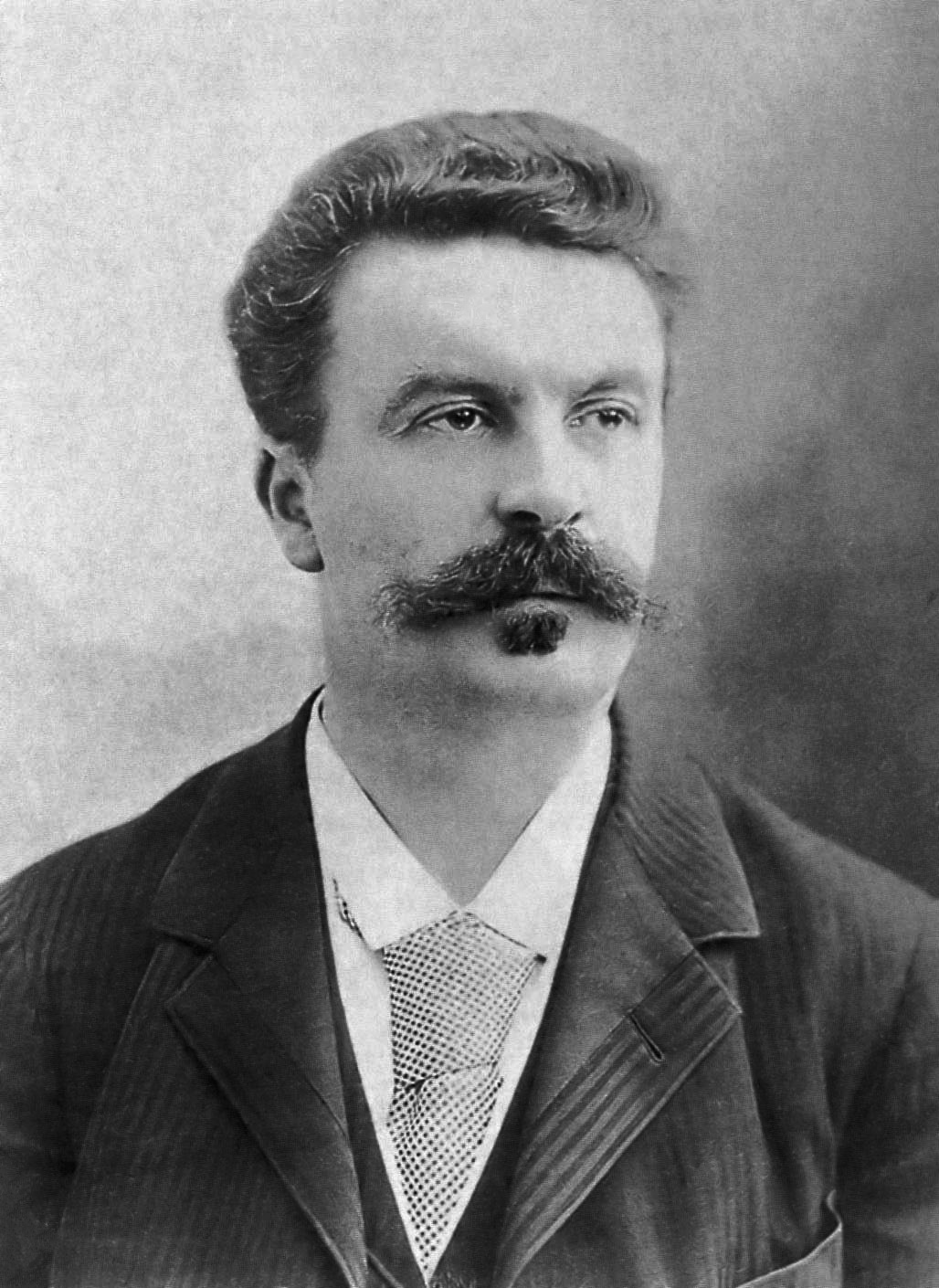
Guy de Maupassant
geboren in 1850

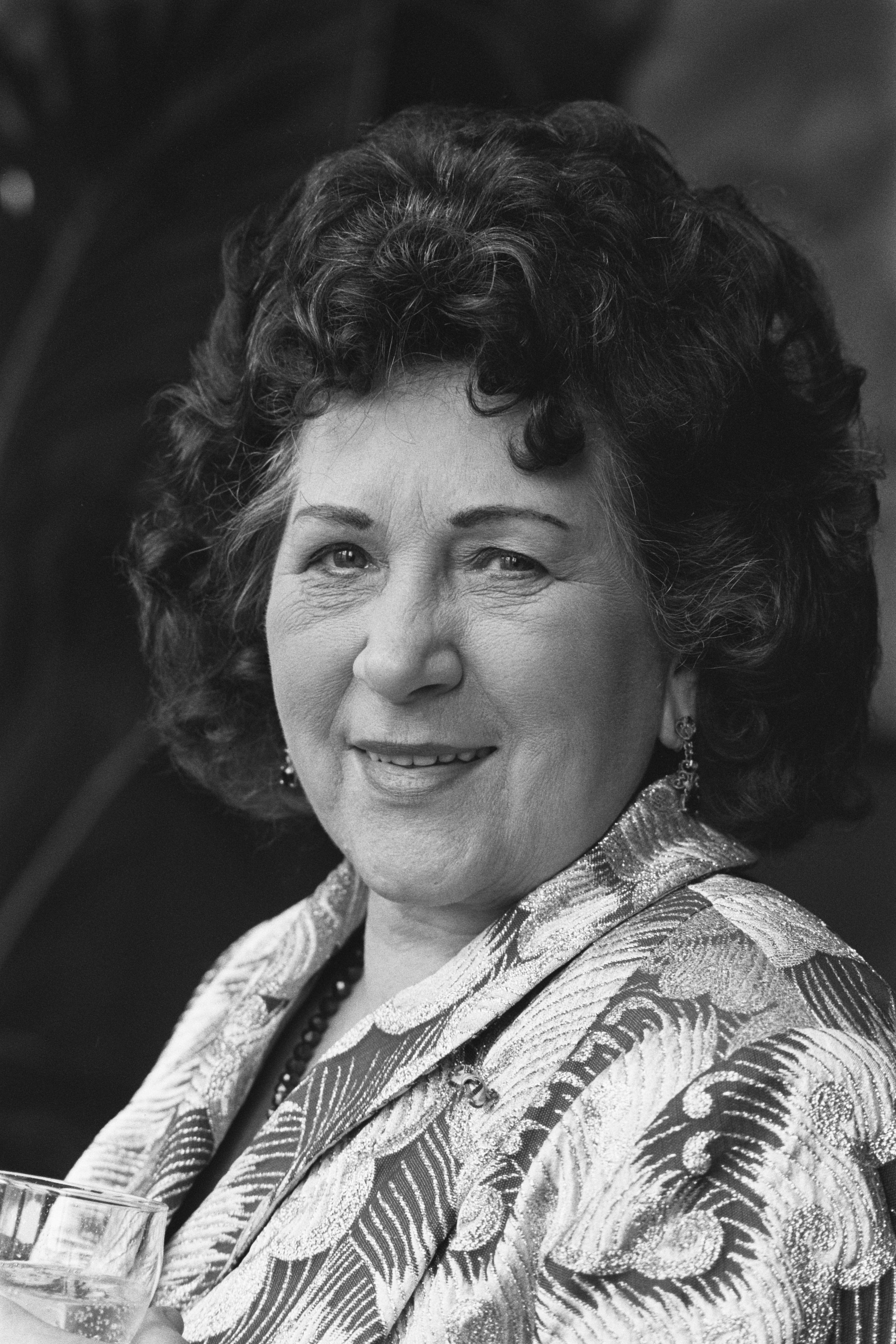
Zangeres Zonder Naam
geboren in 1919

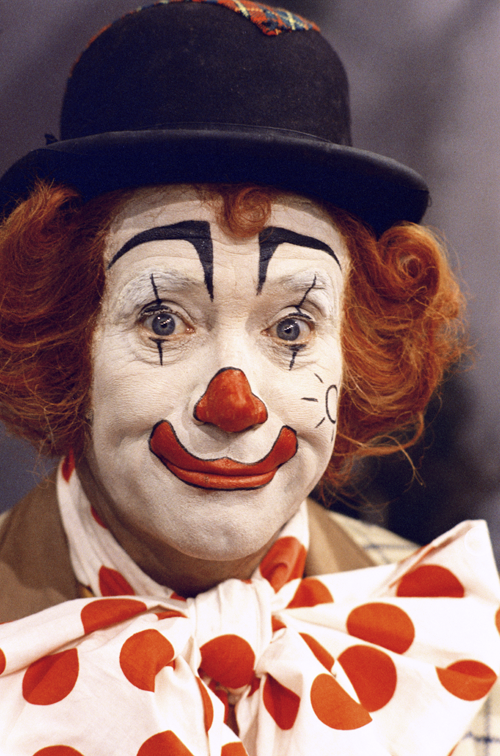
Cor Witschge
geboren in 1925

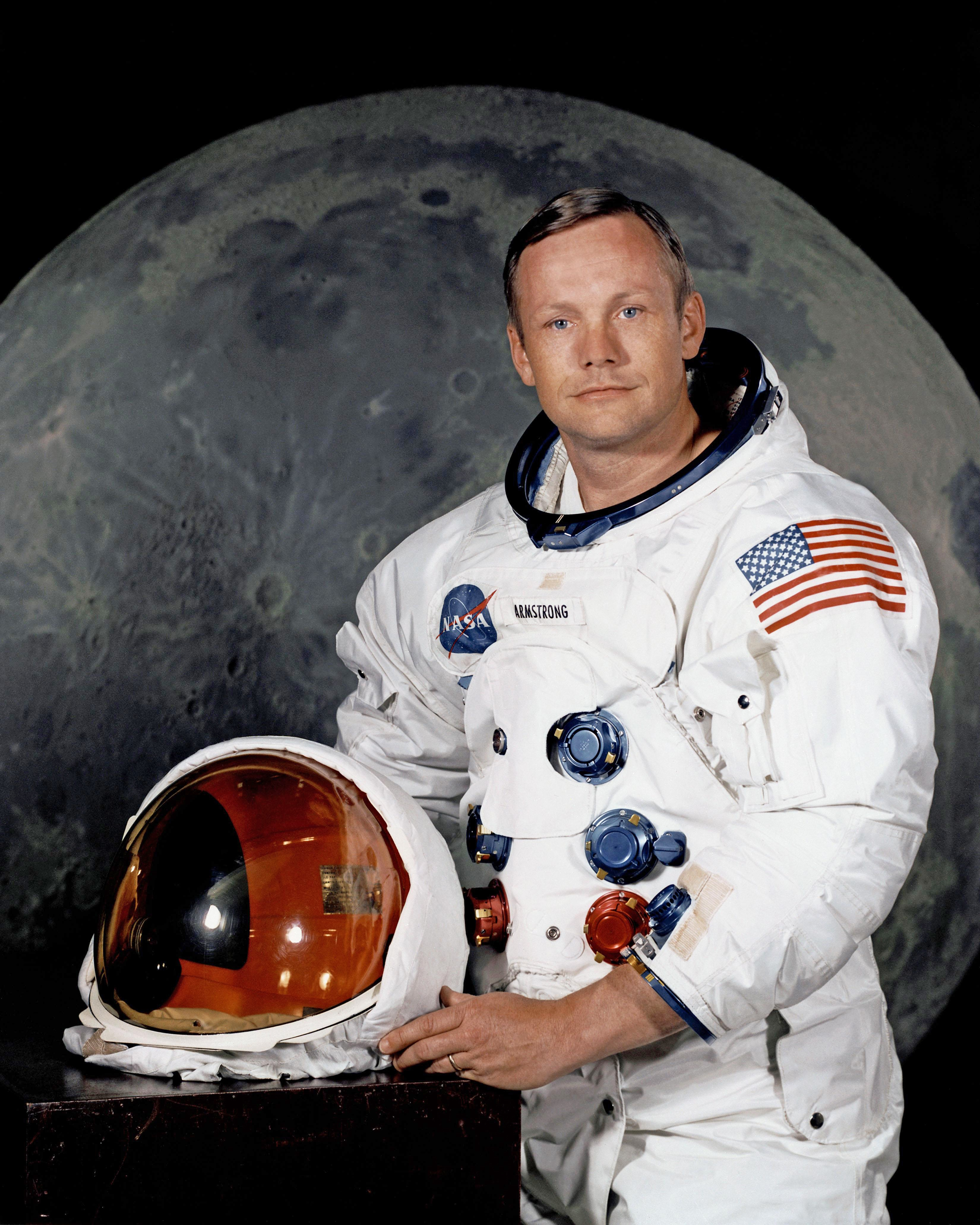
Neil Armstrong
geboren in 1930

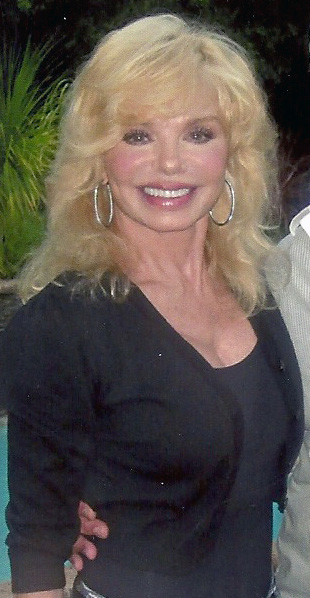
Loni Anderson
geboren in 1945

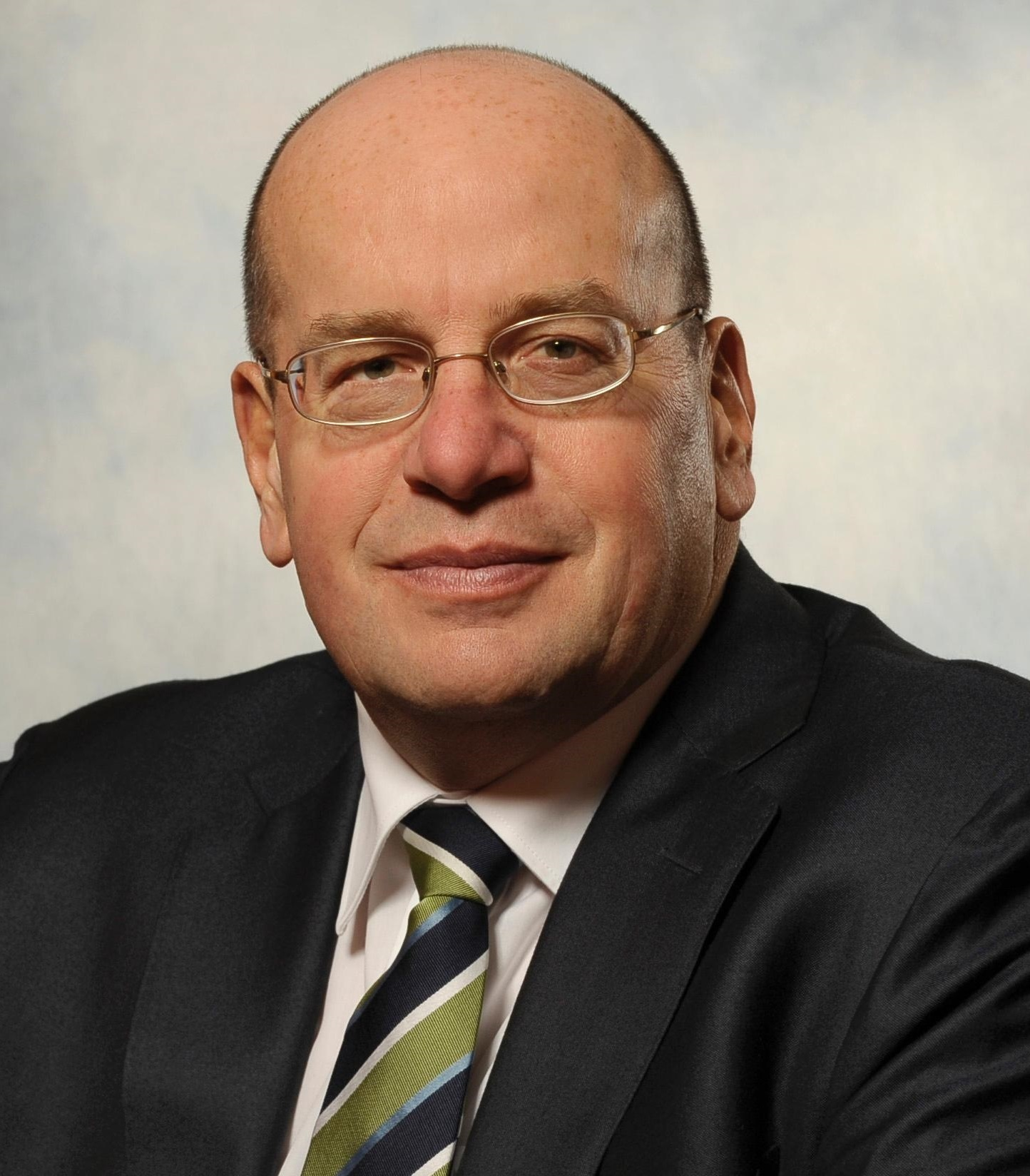
Fred Teeven
geboren in 1958

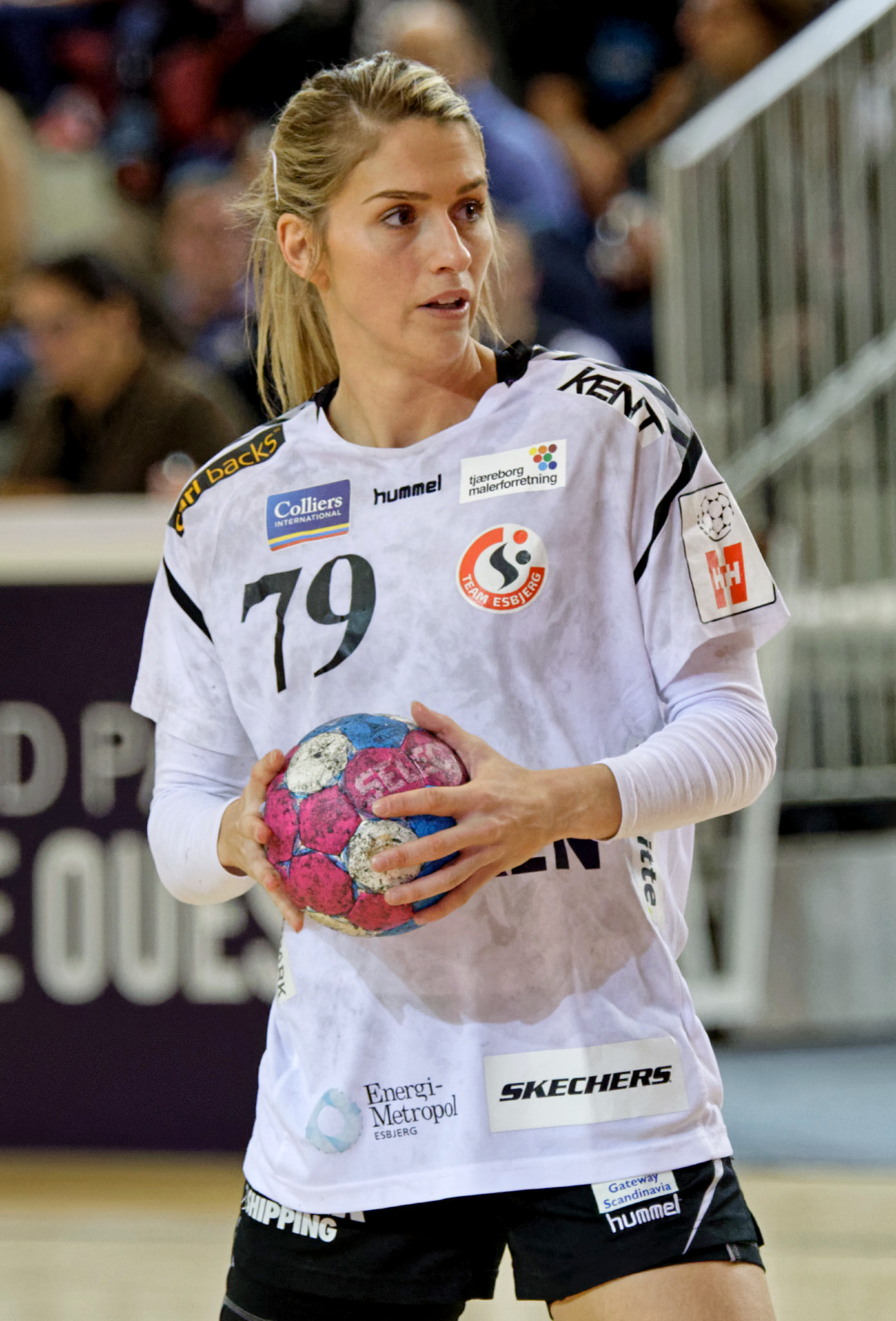
Estavana Polman
geboren in 1992

- 1844 - Ilja Repin, Russisch schilder (overleden 1930)
- 1850 - Guy de Maupassant, Frans schrijver (overleden 1893)
- 1870 - Jan Oudegeest, Nederlands politicus (overleden 1950)
- 1872 - Oswaldo Cruz, Braziliaans bacterioloog en epidemioloog (overleden (1917)
- 1884 - Gérard Delarge, Belgisch atleet (overleden ?)
- 1887 - Hendrik Voordewind, Nederlands commissaris (overleden 1972)
- 1888 - Herman Donners, Belgisch waterpoloër (overleden 1915)
- 1890 - Jose Avelino, Filipijns politicus (overleden 1986)
- 1890 - Naum Gabo, Russisch beeldhouwer (overleden 1977)
- 1899 - Mart Stam, Nederlands meubelontwerper en architect (overleden 1986)
- 1903 - Felixberto Olalia sr., Filipijns vakbondsleider (overleden 1983)
- 1906 - Ettore Majorana, Italiaans theoretisch natuurkundige. Hij werkte aan de beschrijving van de massa van neutrino's. (overleden 1938)
- 1906 - Anne van Orléans, Frans prinses uit het Huis Bourbon-Orléans (overleden 1986)
- 1906 - John Huston, Amerikaans filmregisseur en acteur (overleden 1987)
- 1907 - Roger Loyer, Frans autocoureur (overleden 1988)
- 1908 - Jose Garcia Villa, Filipijns dichter (overleden 1997)
- 1910 - Herminio Masantonio, Argentijns voetballer (overleden 1956)
- 1912 - Abbé Pierre, Frans priester, verzetsstrijder en politicus (overleden 2007)
- 1915 - Hans Schnitger, Nederlands hockeyspeler (overleden 2013)
- 1916 - Kermit Love, Amerikaans kostuumontwerper, poppenspeler en -ontwerper (overleden 2008)
- 1916 - Pierre Wijnnobel, Nederlands componist, tekstdichter en musicus (overleden 2010)
- 1917 - Robert Lang, Zwitsers wielrenner (overleden 1997)
- 1917 - Charles Onyeama, Nigeriaans rechter (overleden 1999)
- 1919 - Mary Servaes, Nederlands zangeres (overleden 1998)
- 1922 - Edgar Kesteloot, Belgisch wetenschapper, natuurbeschermer en televisiepersoonlijkheid (overleden 2023)
- 1923 - Devan Nair, Singaporees politicus (overleden 2005)
- 1925 - Albert Eschenmoser, Zwitsers chemicus (overleden 2023)
- 1925 - Cor Witschge, Nederlands acteur (overleden 1991)
- 1926 - Betsy Jolas, Frans componiste
- 1927 - Klaas Boot, Nederlands turner en sportverslaggever (overleden 2003)
- 1927 - Gunnar Bucht, Zweeds componist
- 1929 - Andreu Alfaro, Spaans beeldhouwer en kunstenaar (overleden 2012)
- 1929 - Jacques Drèze, Belgisch econoom (overleden 2022)
- 1930 - Neil Armstrong, Amerikaans astronaut (overleden 2012)
- 1930 - Richie Ginther, Amerikaans autocoureur (overleden 1989)
- 1931 - Jacques Vanden Abeele, Belgisch atleet en Canadees hoogleraar (overleden 2018)
- 1932 - Tera de Marez Oyens, Nederlands componiste (overleden 1996)
- 1933 - Luigi Ferrari Bravo, Italiaans hoogleraar en rechter (overleden 2016)
- 1934 - Ronnie Clayton, Engels voetballer (overleden 2010)
- 1934 - Marijke Spies, Nederlands hoogleraar historische letterkunde (overleden 2013)
- 1936 - Albert Dunning, Nederlands musicoloog (overleden 2005)
- 1936 - John Saxon, Amerikaans acteur (overleden 2020)
- 1938 - Piet Visschers, Nederlands politicus (overleden 2014)
- 1939 - Bob Clark, Amerikaans filmregisseur, filmproducent en scenarioschrijver (overleden 2007)
- 1939 - Barton Jahncke, Amerikaans zeiler (overleden 2024)
- 1939 - Irene van Lippe-Biesterfeld, Nederlands prinses
- 1939 - Jan de Winter, Nederlands beeldhouwer, glasschilder (overleden 2022)
- 1940 - Constant van Waterschoot, Nederlands politicus (overleden 2022)
- 1941 - Jan Gomola, Pools voetballer (overleden 2022)
- 1941 - Élisabeth Guignot, Frans actrice
- 1942 - Rick Huxley, Brits basgitarist (The Dave Clark Five) (overleden 2013)
- 1942 - Sergio Ramírez, Nicaraguaans schrijver en politicus
- 1943 - Jean-Jacques de Granville, Frans botanicus (overleden 2022)
- 1943 - Leo Kinnunen, Fins autocoureur (overleden 2017)
- 1943 - Leo Voormolen, Nederlands beeldend kunstenaar (overleden 2008)
- 1945 - Loni Anderson, Amerikaans actrice (overleden 2025)
- 1945 - Ja'net DuBois, Amerikaans actrice, zangeres en songwriter (overleden 2020)
- 1946 - Rick van der Linden, Nederlands musicus (overleden 2006)
- 1946 - Annemie Roppe, Belgisch politica
- 1947 - Angry Anderson, Australisch rockzanger
- 1947 - Tiny Reniers, Nederlands handboogschutter
- 1947 - Sef Vergoossen, Nederlands voetbaltrainer
- 1948 - Ray Clemence, Engels voetballer (overleden 2020)
- 1949 - Viola Holt, Nederlands televisiepresentatrice
- 1949 - Rolf Peter Sieferle, Duits historicus, socioloog en politicoloog (overleden 2016)
- 1950 - Lucien Didier, Luxemburgs wielrenner
- 1950 - Ad Latjes, Nederlands ondernemer
- 1950 - Rosi Mittermaier, Duits alpineskiester (overleden 2023)
- 1955 - John Whitaker, Brits springruiter
- 1956 - Ferdi Bolland, Nederlands zanger en producer
- 1958 - Joeri Doemtsjev, Sovjet-Russisch/Russisch atleet (overleden 2016)
- 1958 - Ulla Salzgeber, Duits amazone
- 1958 - Fred Teeven, Nederlands politicus en officier van justitie
- 1959 - Pat Smear, Amerikaans rockgitarist
- 1960 - Bob Verbeeck, Belgisch atleet
- 1961 - Dario Bonetti, Italiaans voetballer en voetbalcoach
- 1961 - Henri Stambouli, Frans voetballer en voetbaltrainer (overleden 2023)
- 1962 - Patrick Ewing, Amerikaans basketballer
- 1964 - Pia Douwes, Nederlands musicalzangeres en actrice
- 1964 - Adam Yauch, Amerikaans muzikant (onder andere Beastie Boys)
- 1965 - Dorin Mateuț, Roemeens voetballer
- 1966 - Michiel Borstlap, Nederlands concertpianist, componist, producer, schrijver en vocalist
- 1966 - Gilles Delion, Frans wielrenner
- 1966 - N'Diaga Samb, Senegalees dammer (overleden 2025)
- 1966 - Jonathan Silverman, Amerikaans acteur, filmproducent en filmregisseur
- 1966 - Co Verdaas, Nederlands politicus
- 1968 - Marine Le Pen, Frans politica
- 1968 - Oleh Loezjnyj, Oekraïens voetballer
- 1968 - Colin McRae, Schots autocoureur (overleden 2007)
- 1970 - Tijs van den Brink, Nederlands journalist en presentator
- 1970 - Rani De Coninck, Belgisch presentatrice
- 1970 - Leonid Stadnyk, Oekraïens veehoeder en langste mens op de wereld (overleden 2014)
- 1970 - Albert Stuivenberg, Nederlands voetballer en voetbaltrainer
- 1971 - Evil Jared Hasselhoff, Amerikaans bassist
- 1973 - Marcus Deen, Nederlands kunstschaatser
- 1973 - Karina Mertens, Belgisch actrice
- 1974 - Guilherme de Cássio Alves (Guilherme Alves), Braziliaans voetballer en trainer
- 1974 - Bruce Horak, Canadees acteur
- 1974 - Muriel Sarkany, Belgisch klimster
- 1975 - Josep Jufré, Spaans wielrenner
- 1975 - Isabelle Mercier, Canadees professioneel pokerspeelster
- 1975 - Al Mustafa Riyadh, Bahreins atleet
- 1976 - Marian Pahars, Lets voetballer
- 1976 - Damir Skomina, Sloveens voetbalscheidsrechter
- 1976 - Eugen Trică, Roemeens voetballer
- 1977 - Pieter Heerma, Nederlands politicus
- 1978 - Rita Faltoyano, Hongaars zwemster, fotomodel en pornoactrice
- 1978 - Kim Gevaert, Belgisch atlete
- 1978 - Harel Levy, Israëlisch tennisser
- 1979 - David Healy, Noord-Iers voetballer
- 1980 - Wayne Bridge, Engels voetballer
- 1980 - Salvador Cabañas, Paraguayaans voetballer
- 1980 - Jason Čulina, Australisch voetballer
- 1981 - Dejene Guta, Ethiopisch atleet
- 1981 - Paul Jans, Nederlands voetballer
- 1982 - Gino Coutinho, Nederlands voetballer
- 1982 - Lolo Jones, Amerikaans atlete
- 1982 - Jacob Yator, Keniaans atleet
- 1983 - Kara Tointon, Brits actrice
- 1984 - Helene Fischer, Duits zangeres
- 1985 - Laurent Ciman, Belgisch voetballer
- 1985 - Aleksej Joenin, Russisch schaatser
- 1985 - Salomon Kalou, Ivoriaans voetballer
- 1985 - Erkan Zengin, Turks voetballer
- 1986 - Wesley Vanbelle, Belgisch voetballer
- 1986 - Kathrin Zettel, Oostenrijks alpineskiester
- 1987 - Benjamin Compaoré, Frans atleet
- 1988 - Giles Barnes, Engels-Jamaicaans voetballer
- 1988 - Fabio Cordi, Italiaans snowboarder
- 1988 - Hans Gruhne, Duits roeier
- 1988 - Michael Jamieson, Brits zwemmer
- 1988 - Federica Pellegrini, Italiaans zwemster
- 1988 - Kenneth Trypsteen, Belgisch voetballer
- 1989 - Ryan Bertrand, Engels voetballer
- 1990 - Gohi Bi Zoro Cyriac, Ivoriaans voetballer
- 1990 - Johannes Rohrweck, Oostenrijks freestyleskiër
- 1991 - Tim Eekman, Nederlands voetballer
- 1991 - Esteban Gutiérrez, Mexicaans autocoureur
- 1991 - Andreas Weimann, Oostenrijks voetballer
- 1992 - Jessica Blaszka, Nederlands worstelaar
- 1992 - Chen Ding, Chinees atleet
- 1992 - Alex Fontana, Zwitsers-Grieks autocoureur
- 1992 - Olga Podtsjoefarova, Russisch biatlete
- 1992 - Estavana Polman, Nederlands handbalster
- 1993 - Lorenzo Sommariva, Italiaans snowboarder
- 1994 - Michael Zachrau, Duits skeletonracer
- 1995 - Pierre Højbjerg, Deens voetballer
- 1998 - Michail Vekovisjtsjev, Russisch zwemmer
- 1999 - Agla María Albertsdóttir, IJslands voetbalster
- 2001 - Anthony Edwards, Amerikaans basketballer
- 2001 - Ren Sato, Japans autocoureur
- 2002 - Sophie Bouquet, Nederlands actrice
- 2003 - Callum Thornley, Brits wielrenner
- 2004 - Gavi, Spaans voetballer
- 2004 - Olivia Smith, Canadees voetbalster
- 2006 - Elijah Dijkstra, Nederlands voetballer
- 2008 - Hudson Meek, Amerikaans acteur (overleden 2024)

## Overleden
- 523 - Hormisdas, paus van Rome

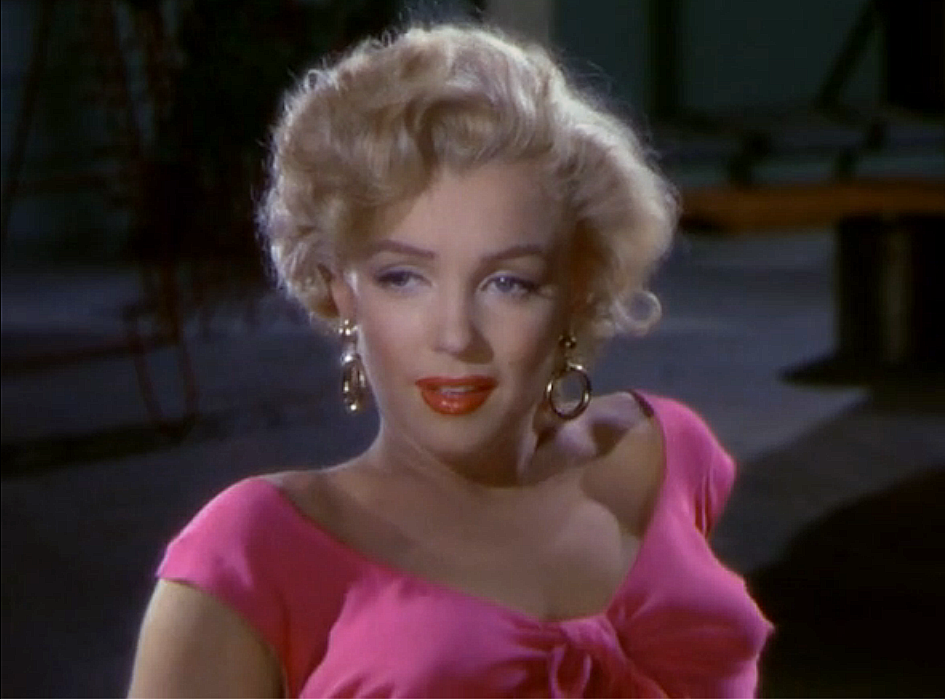
Marilyn Monroe
overleden in 1962

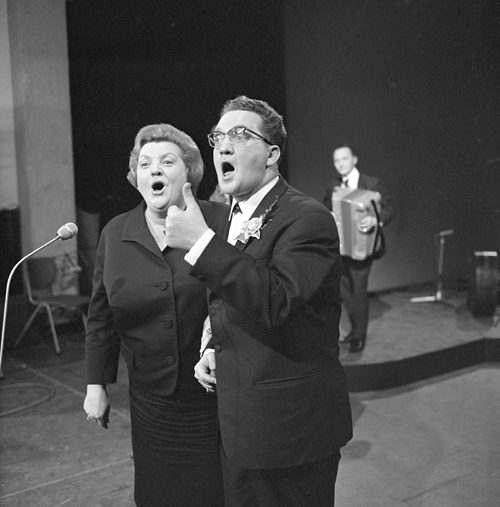
Tante Leen (hier samen met Johnny Jordaan)
overleden in 1992

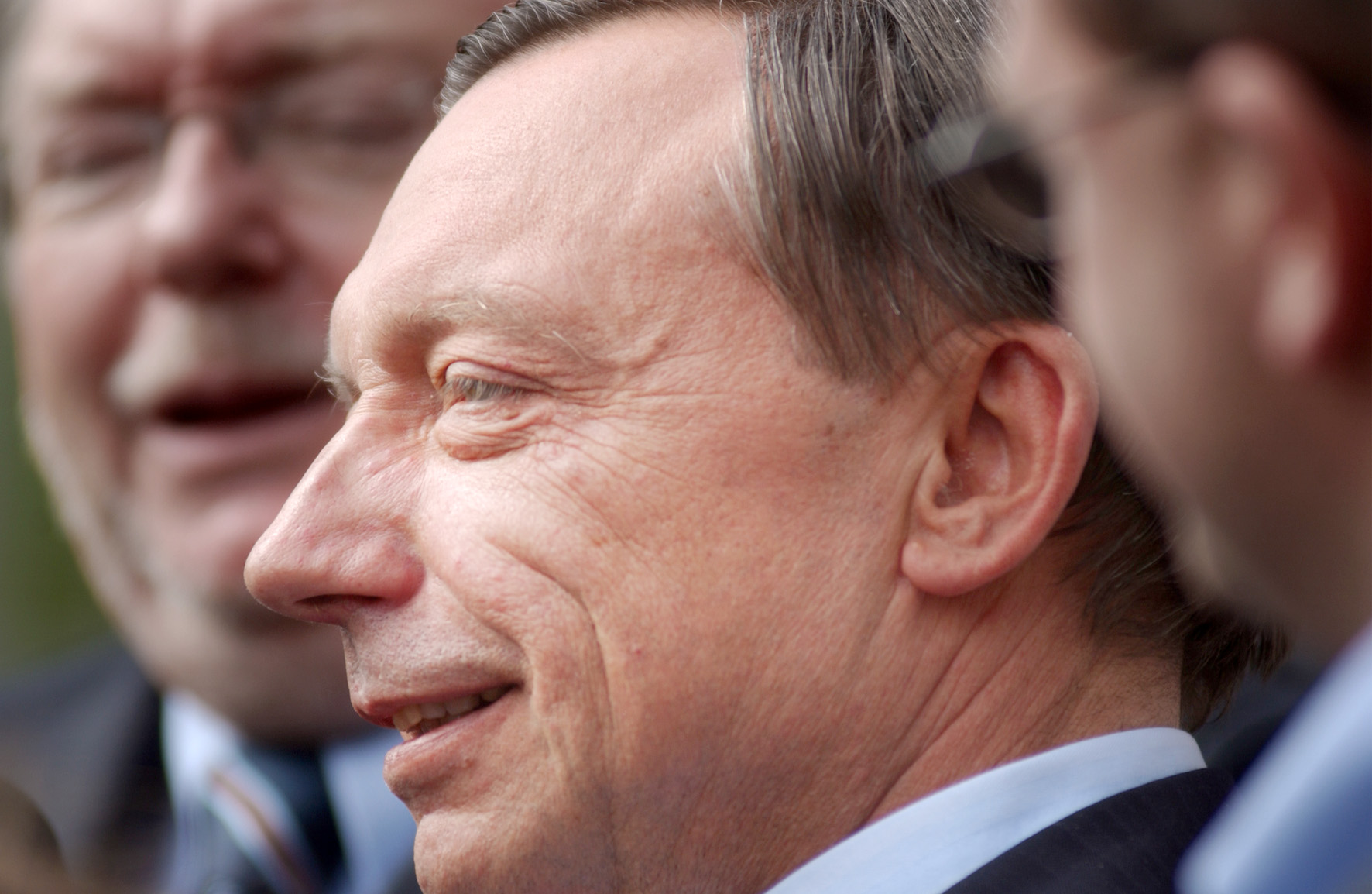
Michel Daerden
overleden in 2012

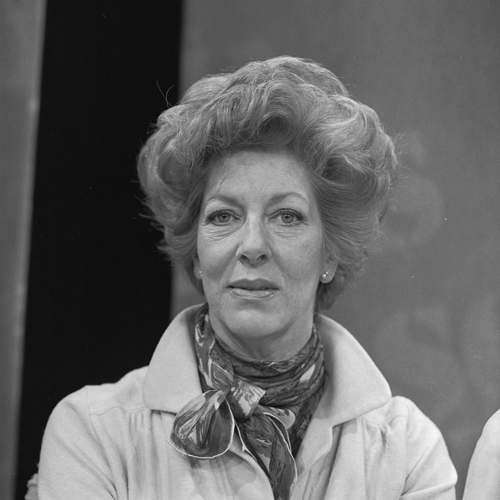
Ellen Vogel
overleden in 2015

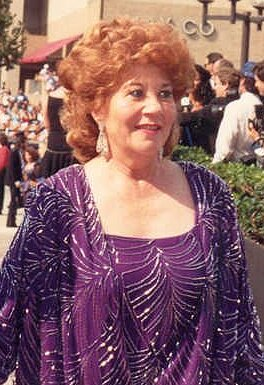
Charlotte Rae
overleden in 2018

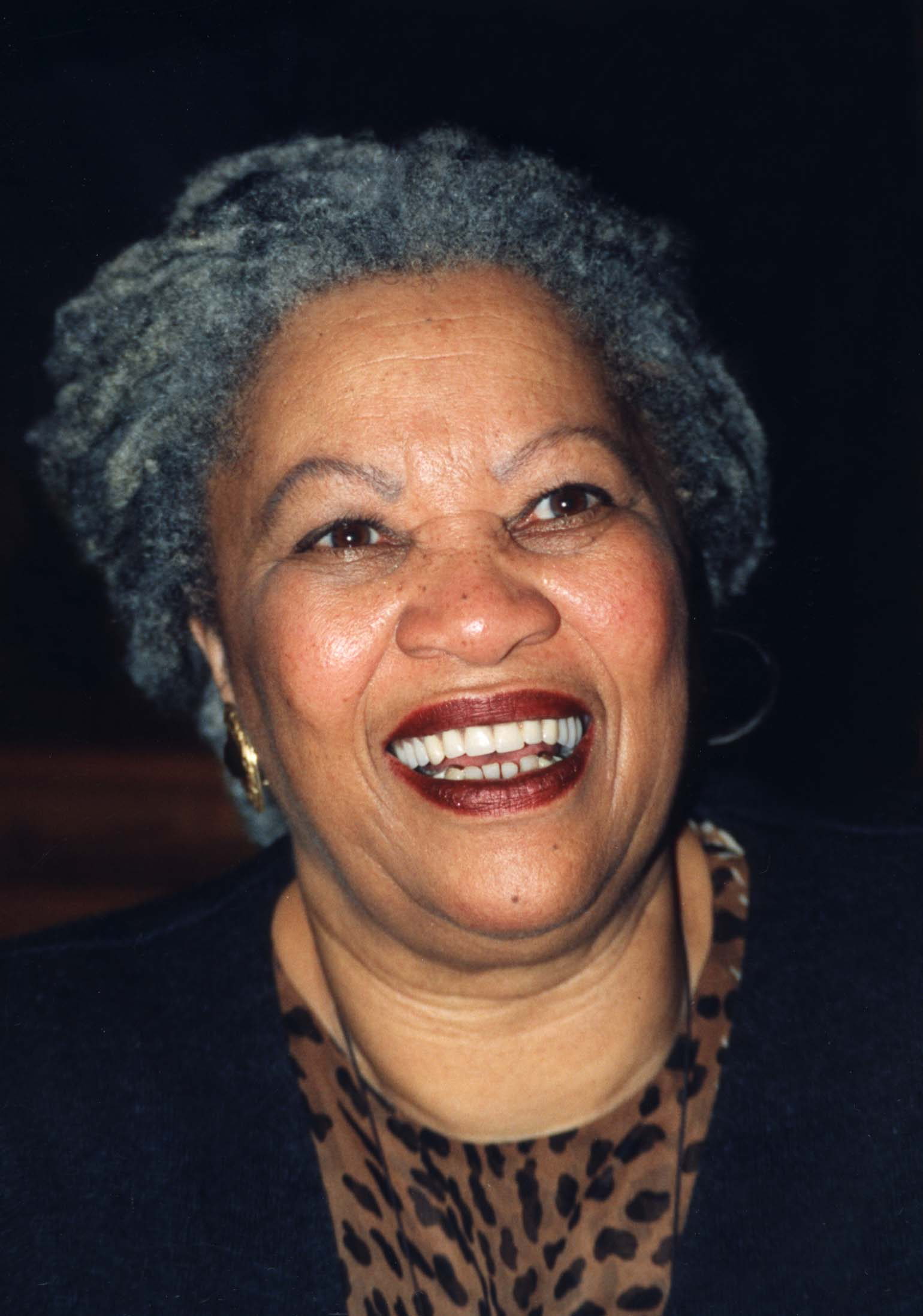
Toni Morrison
overleden in 2019

- 642 - Oswald, koning van Northumbria
- 882 - Lodewijk III, Frankisch koning
- 1157 - Dirk VI van Holland (43), graaf van Holland
- 1608 _ Jean V de Tulles, was bisschop van Orange.
- 1720 - Anne Finch (59), Engels dichteres
- 1834 - Gijsbert Karel van Hogendorp (71), Nederlands conservatief staatsman en auteur
- 1895 - Friedrich Engels (74), Duits filosoof
- 1907 - Gentil Theodoor Antheunis (66), Belgisch schrijver
- 1911 - Alfred Emile Rambaldo (31), Nederlands meteoroloog en luchtvaartpionier
- 1925 - Georges Palante (62), Frans filosoof en anarchist
- 1933 - Louis Cohen (69), Nederlands socialist
- 1936 - Jennie Augusta Brownscombe (85), Amerikaans kunstschilder en illustrator
- 1942 - Julien Lootens (66), Belgisch wielrenner
- 1955 - Coenraad Valentijn Bos (79), Nederlands pianist
- 1955 - Carmen Miranda (46), Braziliaans zangeres
- 1962 - Marilyn Monroe (36), Amerikaans filmster
- 1965 - John Pandellis (68), Grieks-Nederlands kunstschilder en decorbouwer
- 1968 - Luther Perkins (40), Amerikaans country-gitarist, lid van The Tennessee Two
- 1968 - Oskar Üpraus (69), Estisch voetballer
- 1975 - Marc Wright (85), Amerikaans atleet
- 1976 - Adriaan Roland Holst (88), Nederlands dichter
- 1977 - Daan van der Vat (67), Nederlands dichter
- 1978 - Victor Hasselblad (72), Zweeds uitvinder van de Hasselblad-fotocamera
- 1984 - Richard Burton (58), Brits acteur
- 1985 - Ernest Adam (85), Belgisch politicus
- 1990 - Herman Gooding (47), Surinaams politie-inspecteur
- 1991 - Francis De Paep (85), Nederlands/Belgisch bariton
- 1992 - Tante Leen (80), Nederlands volkszangeres
- 1992 - Jeff Porcaro (38), Amerikaans drummer
- 1993 - Bob Cooper (67), Amerikaans jazzmuzikant
- 1994 - Alain de Changy (72), Belgisch autocoureur
- 1997 - Hubert Leynen (88), Belgisch journalist, schrijver en politicus
- 1998 - Todor Zjivkov (86), Bulgaars communistisch leider
- 2000 - Alec Guinness (86), Brits acteur
- 2004 - Orlando de Azevedo Viana (Orlando) (80), Braziliaans voetballer
- 2005 - Bertie Hill (78), Brits ruiter
- 2005 - Raymond Klibansky (99), Canadees-Duits filosoof
- 2005 - Raul Roco (63), Filipijns politicus
- 2006 - Hugo Schiltz (78), Belgisch staatsman
- 2006 - Daniel Schmid (64), Zwitsers regisseur
- 2007 - Fernand Handtpoorter (74), Belgisch dichter en (toneel)schrijver
- 2007 - Jean-Marie Lustiger (80), Joods-Frans aartsbisschop en kardinaal
- 2008 - Reg Lindsay (79), Australisch zanger
- 2008 - Heleen Pimentel (92), Nederlands actrice
- 2009 - Hugo van Krieken (58), Nederlands radiopresentator
- 2010 - Godfrey Binaisa (90), voormalig president van Oeganda
- 2011 - Andrzej Lepper (57), Pools politicus
- 2011 - Francesco Quinn (48), Italiaans-Amerikaans acteur
- 2011 - Piet Stoffelen (71), Nederlands politicus
- 2012 - Michel Daerden (62), Belgisch politicus
- 2012 - Chavela Vargas (93), Mexicaans zangeres
- 2013 - Malcolm Barrass (88), Brits voetballer
- 2013 - George Duke (67), Amerikaans componist en toetsenist
- 2014 - Marilyn Burns (65), Amerikaans actrice
- 2014 - Angéla Németh (68), Hongaars speerwerpster
- 2015 - George Cole (90), Brits acteur
- 2015 - Ellen Vogel (93), Nederlands actrice
- 2016 - Alphons Egli (91), Zwitsers politicus
- 2016 - Annet Nieuwenhuijzen (85), Nederlands actrice
- 2016 - Freddy Sunder (85), Belgisch muzikant
- 2017 - Dionigi Tettamanzi (83), Italiaans kardinaal
- 2018 - Charlotte Rae (92), Amerikaans actrice
- 2018 - Piotr Szulkin (68), Pools filmregisseur, acteur en schrijver
- 2019 - Josef Kadraba (85), Tsjechoslowaaks voetballer
- 2019 - Bjorg Lambrecht (22), Belgisch wielrenner
- 2019 - Toni Morrison (88), Amerikaans schrijfster
- 2020 - Agathonas Iakovidis (65), Grieks zanger
- 2021 - Roger Lenaers (96), Belgisch didacticus, pastor en jezuïet
- 2022 - Jean-Jacques Cassiman (79), Belgisch geneticus
- 2022 - Judith Durham (79), Australisch zangeres, songwriter en muzikante
- 2022 - Clu Gulager (93), Amerikaans acteur
- 2022 - Issey Miyake (84), Japans modeontwerper
- 2022 - Caroline Pauwels (58), Belgisch communicatiewetenschapster en rector
- 2023 - Hélène Carrère d'Encausse (94), Frans historica
- 2023 - Tristan Honsinger (73), Amerikaans cellist en componist
- 2023 - Arie J. Keijzer (91), Nederlands organist en componist
- 2023 - Folke Nauta (50), Nederlands pianist
- 2024 - Rik Fernhout (65), Nederlands kunstenaar en auteur
- 2024 - Vjatsjeslav Ivanov (86), Sovjet-Russisch roeier
- 2024 - Octave Landuyt (101), Belgisch kunstschilder en beeldhouwer
- 2024 - Adílio de Oliveira Gonçalves (68), Braziliaans voetballer
- 2024 - Joeri Skobov (75), Russisch langlaufer
- 2024 - Patti Yasutake (70), Japans-Amerikaans actrice
- 2025 - Salvador Chuliá Hernández (81), Spaans dirigent, componist en muziekpedagoog
- 2025 - Jorge Costa (53), Portugees voetballer en voetbaltrainer
- 2025 - Ion Iliescu (95), Roemeens politicus
- 2025 - Ove Kindvall (82), Zweeds voetballer
- 2025 - Nancy King (Nancy Whalley) (85), Amerikaans jazzzangeres
- 2025 - Frank Mill (67), Duits voetballer
- 2025 - Kjell-Erik Ståhl (79), Zweeds langeafstandsloper

## Viering/herdenking

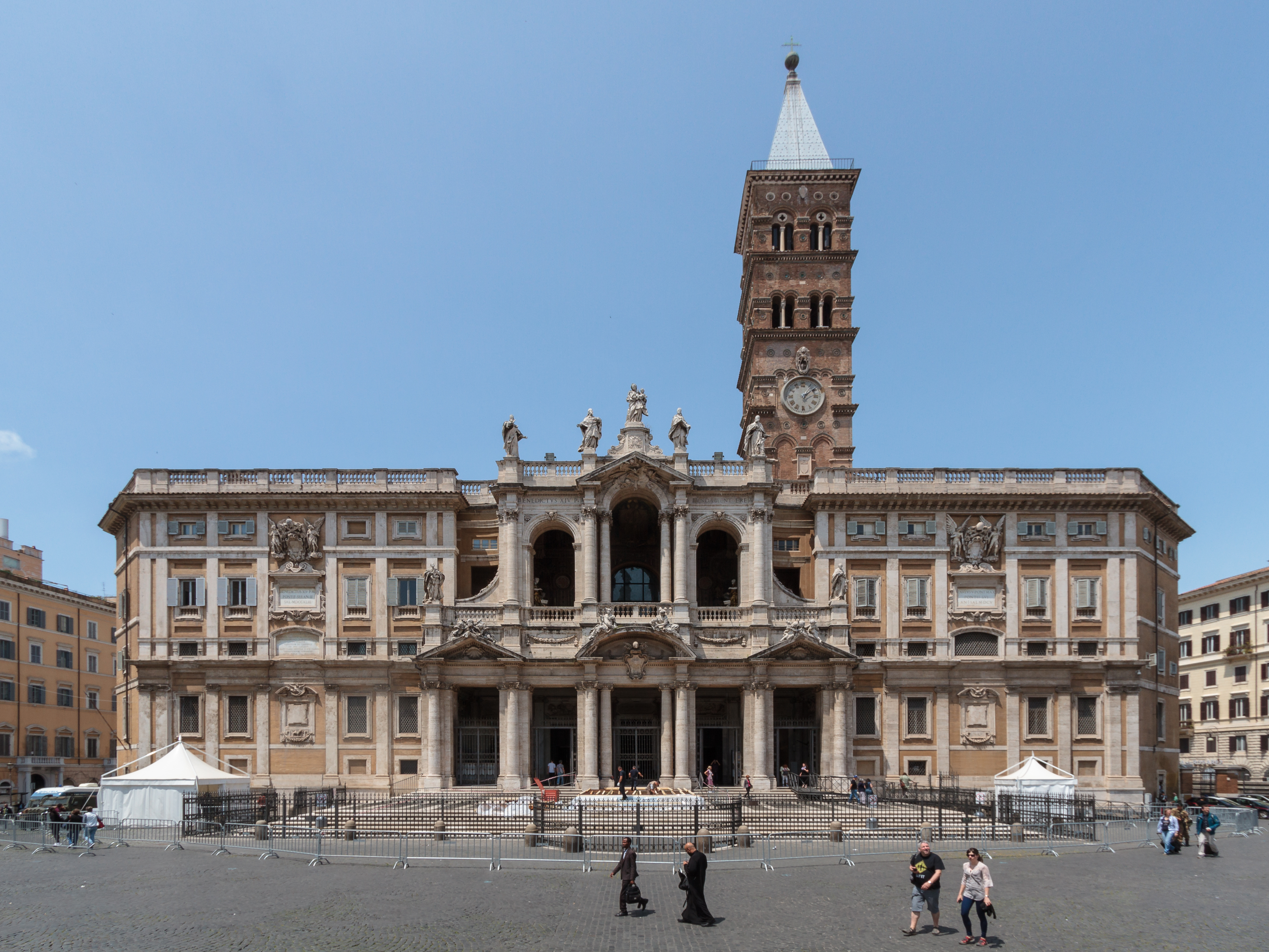
Basiliek van Santa Maria Maggiore

- Burkina Faso - Onafhankelijkheidsdag (1960)
- Chili - Kinderdag
- Rooms-Katholieke kalender:
  - Wijding Basiliek van Santa Maria Maggiore in Rome - Feest van O.L.V. ter Sneeuw (432) - Vrije Gedachtenis
  - Heilige Abel van Reims († c. 750)
  - Heilige Nonna van Nazianze († 374)
  - Heilige Oswald (van Northumbria) († 642)
  - Heilige Afra van Augsburg († c. 304)
  - Heilige Theodorik (van Kamerijk) († 863)
  - Heilige Abel van Reims († 764)
  - Heilige Venantius van Viviers († c. 543)

## Weerextremen

### Nederland
| | Officiële records | Officiële records | Officiële records |      | Landelijke records | Landelijke records | Landelijke records                        |
| Gebeurtenis | Jaar              | Extreem           | Locatie           | Jaar | Extreem            | Locatie            |                                           |
| --- | ----------------- | ----------------- | ----------------- | ---- | ------------------ | ------------------ | ----------------------------------------- |
| Laagste etmaalgemiddelde temperatuur (°C) | 1956              | 12,1              | De Bilt           |      | 1987               | 10,9               | Soesterberg                               |
| Hoogste etmaalgemiddelde temperatuur (°C) | 1975              | 26,0              | De Bilt           |      | 1975               | 26,2               | Eindhoven, IJmuiden                       |
| Laagste minimumtemperatuur (°C) | 1923              | 5,1               | De Bilt           |      | 1923               | 5,1                | De Bilt                                   |
| Hoogste minimumtemperatuur (°C) | 1975              | 19,8              | De Bilt           |      | 1975               | 20,5               | Hoek van Holland, IJmuiden                |
| Laagste maximumtemperatuur (°C) | 1910              | 15,6              | De Bilt           |      | 1987               | 14,7               | Soesterberg                               |
| Hoogste maximumtemperatuur (°C) | 1975              | 32,4              | De Bilt           |      | 1975               | 33,5               | Hoek van Holland                          |
| Hoogste uurgemiddelde windsnelheid (m/s) | 1928              | 10,8              | De Bilt           |      | 1985               | 21,1               | IJmuiden                                  |
| Hoogste windstoot (m/s) | 1985              | 20,6              | De Bilt           |      | 1985               | 25,2               | Cadzand                                   |
| Langste zonneschijnduur (uur) | 1996              | 14,5              | De Bilt           |      | 1996               | 14,5               | De Bilt, Lelystad, Nieuw Beerta, Schiphol |
| Langste neerslagduur (uur) | 1941              | 7,8               | De Bilt           |      | 1973               | 13,5               | Valkenburg ZH                             |
| Hoogste etmaalsom van de neerslag (mm) | 1947              | 37,4              | De Bilt           |      | 2002               | 72,1               | Westdorpe                                 |
| Laagste etmaalgemiddelde relatieve vochtigheid (%) | 1975              | 46                | De Bilt           |      | 2020               | 40                 | Maastricht                                |
| Laagste uurwaarde luchtdruk op zeeniveau (hPa) | 1985              | 990,2             | De Bilt           |      | 1985               | 986,5              | De Kooy                                   |
| Hoogste uurwaarde luchtdruk op zeeniveau (hPa) | 1998              | 1029,2            | De Bilt           |      | 1998               | 1029,7             | Vlissingen                                |
| Officiële records worden altijd gemeten op het KNMI-weerstation in De Bilt. Landelijke records kunnen worden gemeten op elk officieel KNMI-weerstation in Nederland. |                   |                   |                   |      |                    |                    |                                           |

Uitzonderlijke gebeurtenissen
- 1931 - Laatste officiële zomerse dag van het jaar (maximumtemperatuur ≥ 25 °C in De Bilt)
- 1938 - Officieel hoogste minimumtemperatuur in °C van het jaar gemeten in De Bilt: 18,4. Samen met 6 augustus
- 1946 - Laatste officiële zomerse dag van het jaar (maximumtemperatuur ≥ 25 °C in De Bilt)
- 1957 - Laatste officiële zomerse dag van het jaar (maximumtemperatuur ≥ 25 °C in De Bilt)
- 1965 - Laatste officiële zomerse dag van het jaar (maximumtemperatuur ≥ 25 °C in De Bilt)
- 1969 - Officieel hoogste minimumtemperatuur in °C van het jaar gemeten in De Bilt: 19,0
- 1975 - Officieel hoogste minimumtemperatuur in °C van het jaar gemeten in De Bilt: 19,8

### België
Dagrecords
- 1987 - Laagste etmaalgemiddelde temperatuur 12,1 °C
- 1975 - Hoogste etmaalgemiddelde temperatuur 26,7 °C
- 1849 - Laagste minimumtemperatuur 7,2 °C
- 1975 - Hoogste maximumtemperatuur 32,6 °C
- 1914 - Hoogste etmaalsom van de neerslag 19,1 mm

Uitzonderlijke gebeurtenissen
- 1982 - 70 mm neerslag van Visé.

<< · 1 · 2 · 3 · 4 · 5 · 6 · 7 · 8 · 9 · 10 · 11 · 12 · 13 · 14 · 15 · 16 · 17 · 18 · 19 · 20 · 21 · 22 · 23 · 24 · 25 · 26 · 27 · 28 · 29 · 30 · 31 · >>